# Sestre života

Družba Sestara života (lat. Sorores Vitae, eng. Sisters of Life, skr. S.V.), ženska je katolička redovnička zajednica (družba), s karizmom brige za dostojanstvo i svetost ljudskoga života. Osnovao ju je 1991. kardinal John O'Connor u New Yorku. Osim u New Yorku i okolici, djeluju u Stamfordu, Philadelphiji, Washingtonu, Denveru, Phoenixu i Torontu.

## Povijest
Utemeljitelj, kardinal O'Connor, početak Reda veže uz svoj posjet sabirnu logoru u Dachauu 1975., prigodom kojega je donio odluku o zauzetijem djelovanju u zaštiti ljudskoga života. Nakon višegodišnje molitve, u mjesnom newyorkškom katoličkom listu objavljuje članak „Traži se pomoć: Sestre života” (eng. Help Wanted: Sisters of Life), u kojemu iznosi viđenje ženske zajednice posvećene zaštiti i proslavi svetosti svakoga ljudskoga života, počevši od nerođene djece. Poziv su prenijeli brojni mediji te je kardinal primio na stotine pisama. Dana 1. lipnja 1991., osmero žena okupilo se u New Yorku i oformilo zajednicu.
Kao redovničku ustanovu, Družbu je 2004. priznao kardinal Edward Michael Egan.
Sestre žive u dvama samostanima u Torontu i četirima u New Yorku (samostani sv. Pavla apostola, Svetoga Srca Isusova, sv. Barnabe i sv. Franje).

## Apostolat
Uz tri tradicijska zavjeta na siromaštvo, čistoću i poslušnost, Sestre se drže i četvrtoga zavjeta, očuvanja svetosti ljudskoga života. Apostolat reda je pružanje pomoći (»duhovno majčinstvo«) ženama koje su učinile pobačaj, ženama s postabortivnim sindromom, trudnicama i majkama u potrebi. Sestre vode centre za trudnice u New Yorku, Philadelphiji, Phoenixu i Torontu. U suradnji sa svećenicima organiziraju i različite susrete za majke, trudnice i žene ranjene iskustvom pobačaja. Nude i duhovno savjetovanje na koledžima u Coloradu, Državnom sveučilištu Sjeverne Dakote, Sveučilištu Južne Kalifornije i Arizonskom državnom sveučilištu.

## Vanjske poveznice
- Službene mrežne stranice (engl.)